# Pneumoconiose

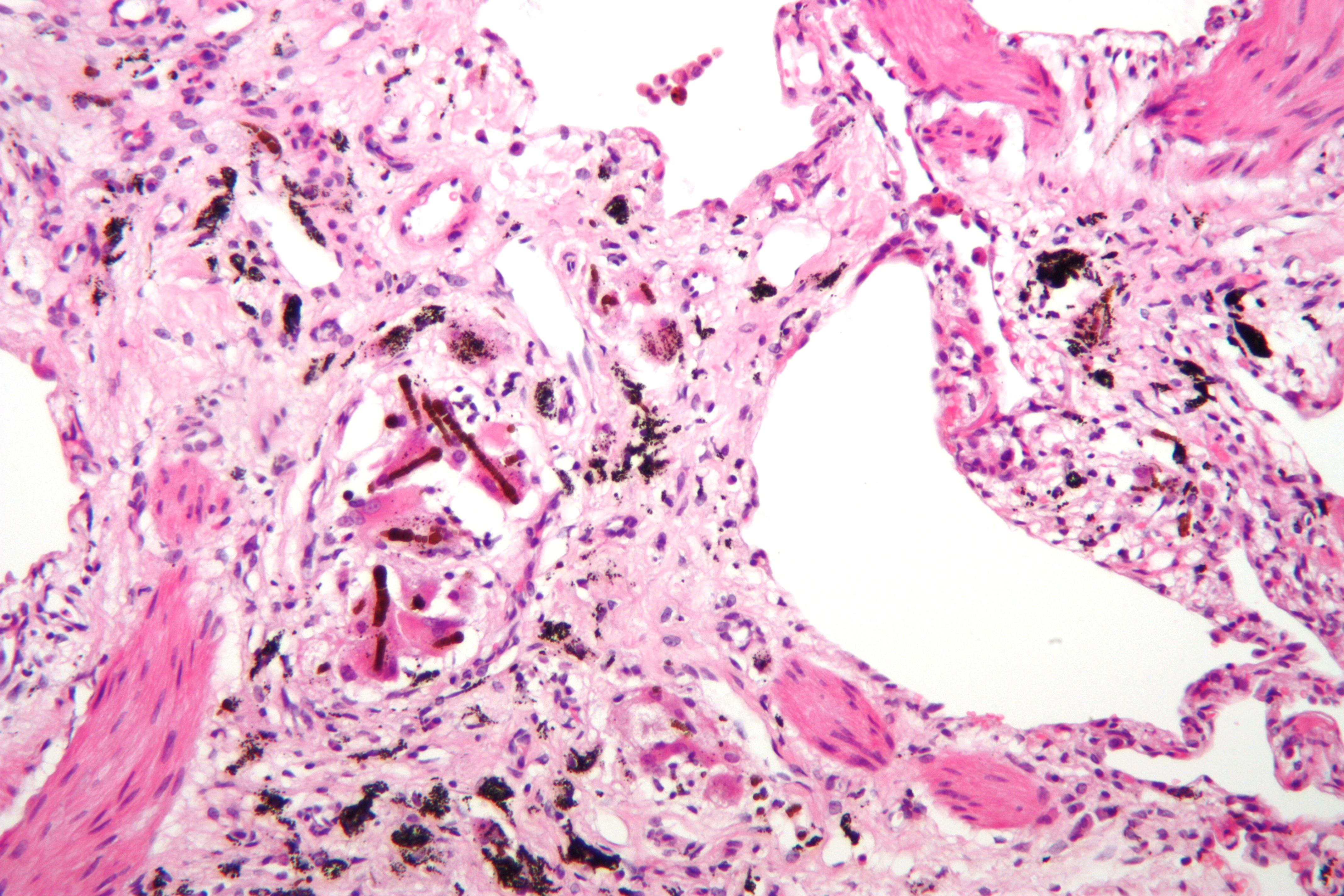
Longen met asbestose, een vorm van stoflongen.

Pneumoconiose of stoflong is een longaandoening die door de inhalatie van stof wordt veroorzaakt.
Vele substanties kunnen pneumoconiose veroorzaken, zoals asbest, kiezelzuur, talk en metalen. 
Afhankelijk van het type van stof worden varianten van de ziekte onderscheiden. Bijvoorbeeld is er silicose, die ook als de ziekte van Mills bekendstaat; en pneumosilicose, die door de inhalatie van het stof van steen en zand wordt veroorzaakt, of vuursteen die kiezelzuur bevat. Omdat vele algemene mineralen kiezelzuur bevatten, zijn er verschillende soorten silicose. 

## Stoflongziekte
De stoflongziekte, ook bekend als mijnwerkers-pneumoconiose, ontstaat door langdurige blootstelling aan kolengruis. Dit stof kan niet worden afgebroken of verwijderd door het lichaam, waardoor het zich ophoopt in de longen en ontstekingen en littekens veroorzaakt (bindweefselvermeerdering). Het meest voorkomende symptoom is kortademigheid. Daarnaast kan de ziekte leiden tot emfyseem en hartfalen. 
Het is een gemeenschappelijke kwelling van mijnwerkers en anderen die met steenkool werken, gelijkend aan silicose van het inhaleren van kiezelzuurstof, en op de gevolgen op lange termijn van het roken van tabak. In de Maastrichtse glas- en aardewerkindustrie kwam de ziekte in de 19e en 20e eeuw veelvuldig voor en werd hier "pottemennekeskrenkde" genoemd. De "pottemennekes" waren de arbeiders in de aardewerkfabrieken, die in veel gevallen op relatief jonge leeftijd aan de ziekte overleden.